# YEAR0001
YEAR0001 är ett svenskt oberoende skivbolag, grundat 2015 av Emilio Fagone och Oskar Ekman i samarbete med Kobalt Music för att ge ut framförallt Yung Leans, Bladees och Guds rap- och popmusik. Skivbolaget har ingen särskild genre-inriktning, utan ger ut musik i flera olika genrer t.ex. modern dansmusik till rock. Dock ligger större delen av deras artister i modern rap-genren.
Till signerade artister hör bland andra Bladee, Thaiboy Digital, ECCO2k, Viagra Boys, Nadia Tehran och Team Rockit. Skivbolaget har även ett flertal engångssläpp, däribland londonbaserade Bala Clubs första samlingsalbum och artisten Adamn Killa.

## Diskografi
| Katalognummer | Aritst                    | Titel                        | Släppt |
| ------------- | ------------------------- | ---------------------------- | ------ |
| YR0001        | Yung Lean                 | Lavender                     | 2013   |
| YR0002        | Yung Lean                 | Unknown Death 2002           | 2013   |
| YR0003        | Yung Lean                 | Marble Phone                 | 2013   |
| YR0004        | Yung Lean                 | Kyoto                        | 2013   |
| YR0005        | Bladee                    | Gluee                        | 2014   |
| YR0006        | Yung Lean                 | Unknown Memory               | 2014   |
| YR0007        | Adamn Killa               | Back 2 Ballin                | 2016   |
| YR0008        | Thaiboy Digital           | Tiger                        | 2014   |
| YR0009        | Gud                       | Beautiful, Wonderful         | 2014   |
| YR0010        | Yung Lean                 | Hoover & How U Like Me Now   | 2016   |
| YR0011        | Yung Lean                 | AF1s                         | 2016   |
| YR0012        | Yung Lean                 | Warlord                      | 2016   |
| YR0013        | Bladee                    | Who Goes There               | 2016   |
| YR0014        | Bladee                    | Eversince                    | 2016   |
| YR0015        | v/a                       | Bala Comp Vol 1              | 2016   |
| YR0016        | Gud                       | Body Horror                  | 2016   |
| YR0017        | Nadia Tehran              | Life is cheap, Death is free | 2016   |
| YR0018        | Död Mark                  | Drabbad Av Sjukdom           | 2016   |
| YR0019        | Bladee                    | RIP Bladee                   | 2016   |
| YR0020        | Thaiboy Digital / Bladee  | AvP                          | 2016   |
| YR0021        | Viagra Boys               | Call Of The Wild             | 2017   |
| YR0022        | Yung Lean                 | Frost God                    | 2016   |
| YR0023        | Ecco2k                    | GT-R                         | 2017   |
| YR0024        | Yung Lean                 | Vendetta                     | 2017   |
| YR0025        | Bladee                    | Destroy Me                   | 2017   |
| YR0026        | Yung Sherman              | Innocence                    | 2017   |
| YR0027        | Team Rockit               | Trippel Skörd                | 2017   |
| YR0028        | Team Rockit               | Ambrosia Junkie              | 2017   |
| YR0029        | Yung Bans feat. Yung Lean | No Mercy                     | 2017   |
| YR0030        | Thaiboy Digital           | SOS                          | 2017   |
| YR0031        | Team Rockit               | Team Rockit                  | 2017   |
| YR0032        | jonatan leandoer96        | Katla                        | 2017   |
| YR0033        | jonatan leandoer96        | Psychopath Ballads           | 2016   |
| YR0034        | jonatan leandoer96        | Toxic                        | 2017   |
| YR0035        | Bladee feat. Yung Lean    | Gotham City                  | 2017   |
| YR0036        | Ecco2k                    | Black Boy                    | 2017   |
| YR0037        | Drain Gang                | D&G                          | 2017   |
| YR0038        | Yung Lean                 | Hunting My Own Skin          | 2017   |
| YR0039        | Yung Lean                 | Red Bottom Sky               | 2017   |
| YR0040        | Yung Lean                 | Stranger                     | 2017   |
| YR0041        | Yung Sherman              | Innocence V2                 | 2017   |
| YR0042        | Yung Lean                 | Skimask                      | 2017   |
| YR0043        | Yung Lean                 | Metallic Intuition           | 2017   |
| YR0051        | Viagra Boys               | Sports                       | 2018   |
| YR0052        | Viagra Boys               | Just Like You                | 2018   |
| YR0053        | Viagra Boys               | Street Worms                 | 2018   |
| YR0068        | Viagra Boys               | Consistency Of Energy        | 2016   |
| YR0098        | Viagra Boys               | Common Sense                 | 2020   |
| YR0120        | Viagra Boys               | Aint Nice                    | 2020   |
| YR0121        | Viagra Boys               | Creatures                    | 2020   |
| YR0122        | Viagra Boys               | In Spite Of Ourselves        | 2020   |
| YR0123        | Viagra Boys               | Welfare Jazz                 | 2021   |
| YR0164        | Viagra Boys               | Cave World                   | 2022   |
| YR0164S1      | Viagra Boys               | Ain't No Thief               | 2022   |
| YR0164S2      | Viagra Boys               | Troglodyte                   | 2022   |
| YR0164S3      | Viagra Boys               | Punk Rock Loser              | 2022   |